# Matthias Seidl
Matthias Seidl (ur. 24 stycznia 2001 w Salzburgu) – austriacki piłkarz, występujący na pozycji ofensywnego pomocnika w austriackim klubie Rapid Wiedeń oraz reprezentacji Austrii.

## Kariera klubowa
Rozpoczynał karierę w 4-ligowym austriackim SV Kuchl, z którym awansował na trzeci poziom rozgrywkowy w 2019 roku. W sezonie 2021/22 przeszedł do FC Blau-Weiß Linz, z którym jako jeden z kluczowych piłkarzy po raz pierwszy w historii klubu awansował do austriackiej bundesligi. W czerwcu 2023 przeszedł do Rapidu Wiedeń.

## Kariera reprezentacyjna
Seidl był powoływany do reprezentacji młodzieżowych od 2019 roku. W sierpniu 2023 został powołany do seniorskiej kadry Austrii. Zadebiutował w meczu wyjazdowym ze Szwecją zakończonym zwycięstwem 3:1, zmieniając w 87. minucie Konrada Laimera.
W maju 2024 został powołany przez Ralfa Rangnicka do początkowego składu reprezentacji Austrii na Mistrzostwa Europy 2024, po czym ostatecznie znalazł się w oficjalnej kadrze powołanych.

### Występy w kadrze
| Lp. | Data              | Stadion                      | Przeciwnik | Wynik | Indywidualne osiągnięcia | Rozgrywki         | Raport |
| --- | ----------------- | ---------------------------- | ---------- | ----- | ------------------------ | ----------------- | ------ |
| 1.  | 12 września 2024  | Friends Arena, Solna         | Szwecja    | 3–1   | –                        | El. Euro 2024     | [ 6 ]  |
| 2.  | 16 listopada 2023 | A. Le Coq Arena, Tallinn     | Estonia    | 2–0   | –                        | El. Euro 2024     | [ 7 ]  |
| 3.  | 21 listopada 2023 | Ernst-Happel-Stadion, Wiedeń | Niemcy     | 2–0   | –                        | mecze towarzyskie | [ 8 ]  |
| 4.  | 8 czerwca 2024    | Kybunpark, St. Gallen        | Szwajcaria | 1–1   | –                        | mecze towarzyskie | [ 9 ]  |